# Виттория Савойская
Виттория Кристина Аделаида Кьяра Мария Савойская (итал. Vittoria Cristina Adelaide Chiara Maria di Savoia; род. 28 декабря 2003, Женева, Швейцария) — член Савойского дома, дочь Эммануила Филиберта Савойского. С 2019 года принцесса Кариньяно и маркиза Иврейская, с 2021 года претендент третьей очереди (после деда и отца) на корону Италии.

## Биография
Виттория Савойская родилась 28 декабря 2003 года в Женеве и стала старшим ребёнком в семье Эммануила Филиберта Савойского и актрисы Клотильды Куро. Её крестили в мае 2004 года в базилике Святого Франциска Ассизского в Ассизи (Италия). Виттория принадлежит к старшей ветви Савойской династии и является правнучкой последнего короля Италии Умберто II.
28 декабря 2019 года Виттория получила титулы принцессы Кариньяно и маркизы Иврейской. В 2021 году дед принцессы, глава династии Виктор Эммануил Савойский, особым декретом отменил принцип мужского первородства внутри Итальянского королевского дома. Это означает, что после смерти самого Виктора Эммануила и его единственного сына Эммануила Филиберта права на итальянскую корону перейдут к Виттории. В 2023 году принцесса стала дамой Высшего ордена Святого Благовещения и Ордена Заслуг pro Merito Melitensi.
Виттория живёт в Париже, учится в частной школе École Diagonale. Она увлекается модой и ведёт блог в Instagram, где у неё более 43 тысяч подписчиков.